# Bermersbach (Gengenbach)
Bermersbach ist ein Stadtteil von Gengenbach im Ortenaukreis in Baden-Württemberg. Es ist seit 1975 ein Ortsteil und war davor Namensgeber der „Viertälergemeinde“ Bermersbach, zu der neben Bermersbach selbst die Ortschaften Wingerbach, Strohbach und Fußbach gehörten. Über den Tälern erhebt sich der Steinfirst.

## Geografie
Bermersbach liegt im Mittleren Schwarzwald, drei Kilometer südwestlich von Gengenbach auf 223 Meter über NHN in einem Seitental des Kinzigtals in direkter Nachbarschaft zur Gemeinde Berghaupten. Der höchste Punkt liegt mit 629 Meter am Rauhkasten und am Steinfirst mit 600 Metern bei Fußbach.
Die Gemeinde ist eine Streusiedlung, bestehend aus mehreren an die Täler gebundenen Einzelhofreihen und Hofgruppen.
Insgesamt ist die Gemarkung Bermersbach 1428,78 ha groß und somit größer als die Gemarkung von Gengenbach selbst.

### Nachbargemeinden
Im Norden grenzt die Gemarkung an die Gemarkungen Berghaupten und Gengenbach, im Westen an Diersburg und Friesenheim, im Osten an Schwaibach und im Süden an Biberach.

## Geschichte
Die Gemeinde entstand als Rodungssiedlungen der Abtei von Gengenbach um das 14. Jahrhundert. Fußbach wurde Fußbach erstmals als Fuzoltsbach erwähnt, 1387 dann als Obernfusselspach. Strohbach wurde erstmals 1314 in einem Vertrag erwähnt. Wingerbach wurde erstmals 1333, damals noch als Windachbach, erwähnt, 1683 dann als Wingerbach. Bermersbach wurde 1361 als Beringersbach erstmals erwähnt, ab 1420 als In dem Bermgesbach. Schon damals wurden Bermersbach und Strohbach mit Reben bestückt und wuchsen so zu reinen Winzerdörfern heran.
Bermersbach gehörte zum Territorium der Reichsstadt Gengenbach mit eigenem Heimburgen und Stabhalter. 1803 wurde Bermersbach zu einer politisch selbstständigen Gemeinde, da durch den Reichsdeputationshauptschluss alle Reichsstädte und Reichsabteien der Ortenau aufgelöst wurden und in die Obhut der Markgrafschaft Baden übergingen. Seit 1808 gehören Fußbach, Strohbach und Wingerbach zu Bermersbach.
1873 beschloss die Kreisversammlung die Errichtung einer Kreispflegeanstalt in Fußbach. Am 15. Juli 1874 wurde sie als Kreispflegeanstalt des Kreises Offenburg eröffnet, zuvor war das Gebäude eine Brauerei. Bereits zwei Jahre später musste das Gebäude wegen Überfüllung erweitert werden. 1912 wurde in Fußbach eine Volksschule erbaut. 1921 wurde der Waldfriedhof in Fußbach errichtet. Von 1923 bis 1993 arbeiteten im Pflegeheim die Schwestern vom Heiligen Kreuz aus Bingen. Während der Herrschaft der NSDAP wurden im Pflegeheim psychisch kranke sowie geistig und körperlich behinderte Menschen sterilisiert. Insgesamt 137 Bewohner wurden im Rahmen der Aktion T4 in NS-Tötungsanstalten transportiert und dort ermordet, insbesondere in die NS-Tötungsanstalt Grafeneck. In den 50er-Jahren trug sich das Heim durch die Erträge der eigenen Landwirtschaft selbst. 1953 wurde das Pflegeheim in „Kreispflegeanstalt Bermersbach“ umbenannt.
Seit 1973 steht das Pflegeheim in Trägerschaft des Ortenaukreises und seit 1996 trägt die Einrichtung als Eigenbetrieb des Ortenaukreises den Namen „Pflege- und Betreuungsheim Ortenau“.
Im Zuge der Gemeindereform wurde die Gemeinde Bermersbach am 1. Januar 1975 wieder nach Gengenbach eingemeindet. 1980 stellt der Pflegeheim die eigene Landwirtschaft ein.
Seit 2007 ist das Pflegeheim ein Teil des Ortenau Klinikums. 2010 wurden die letzten Schüler in Fußbach unterrichtet, bevor die Schule geschlossen wurde. Bis September 2012 gab es in Fußbach eine Filiale der Sparkasse Gengenbach, welche 1978 überfallen wurde.
2015 verstarb der amtierende Ortsvorsteher Stefan Grimm überraschend im Alter von nur 49 Jahren.

### Erstnennungen
- Bermersbach: 1361 Beringersbach, 1420 In dem Bermgesbach
- Strohbach: 1314 Strobach, 1421 Strôbach
- Wingerbach: 1333 Windachbach, 1683 Wingerbach
- Fußbach: 1289 Fuzoltsbach, 1387 Obernfusselspach

### Demographie
Einwohnerzahlen nach dem jeweiligen Gebietsstand.
| Jahr              | Einwohnerzahl |
| ----------------- | ------------- |
| 1804              | 186           |
| 1814              | 611           |
| 1864              | 838           |
| 1913              | 1.064         |
| 1939              | 1.202         |
| 6. Juni 1961      | 1.323         |
| 27. Mai 1970      | 1.349         |
| 31. Dezember 1979 | 1.586         |
| 2016              | 819           |
| 2019              | 1.644         |
| 31. Dezember 2021 | 1.617         |

## Politik und Verwaltung

### Wappen
Blasonierung: „In Silber ein blauer Wellenschrägbalken, beiderseits begleitet von je einem liegenden grünen Rebzweig mit einer blauen Traube und einem grünen Blatt.“

### Bürgermeister und Ortsvorsteher

#### Bürgermeister bis zur Eingemeindung 1975
- 1902–1920 Bernhard Schüly (aus Wingerbach)[17]
- 1920–1927 Ludwig Schilli (aus Fußbach)
- 1927–1935 Josef Harter (aus Bermersbach)
- 1935–1946 Josef Zapf (aus Strohbach)
- 1946–1967 Michael Huber (aus Fußbach)
- 1967–1975 Karl Hoferer (aus Strohbach)

#### Ortsvorsteher seit der Eingemeindung 1975
- 1975–1989: Karl Hoferer (aus Strohbach)
- 1989–2009: Dieter Zapf (aus Bermersbach)
- 2009–2015: Stefan Grimm (aus Strohbach) (CDU)
- 2015–2019: Wilhelm Schrempp[18]
- 2019–heute: Manfred Armbruster[18] (aus Fußbach) (CDU)

### Ortschaftsrat
Der aktuelle Ortschaftsrat setzt sich wie folgt zusammen:
| Name               | Partei/Liste            | Stimmen |
| Manuel Wild        | CDU                     | 561     |
| Manfred Armbruster | CDU                     | 492     |
| Urban Keller       | CDU                     | 392     |
| Julian Mußler      | CDU                     | 369     |
| Katrin Gmeiner     | CDU                     | 356     |
| Christian Stulz    | Freie Wähler Gengenbach | 772     |
| Reinhard Bischler  | Freie Wähler Gengenbach | 394     |
| Barbara Veit       | Freie Wähler Gengenbach | 324     |
| Markus Schilli     | Grüne Liste Gengenbach  | 645     |
| Lieselotte Schilli | Grüne Liste Gengenbach  | 383     |

## Kultur und Sehenswürdigkeiten

### Wanderwege
Durch Bermersbach führen mehrere ausgeschilderte Wanderwege, unter anderem der Kandelhöhenweg führt durch den Ort.

### Sehenswürdigkeiten
- Kapelle Strohbach
- St. Jakobus-Kapelle Bermersbach
- Kapelle Wingersbach
- Fußbacher Heimkirche
- Waldkapelle Fußbach

### Vereinsleben

#### Narrengemeinschaft Strohhansel Strohbach
Nachdem sich nach dem Zweiten Weltkrieg eine närrische Bewegung in Strohbach gebildet hatte, gründete man erst im Jahr 1982 die Narrengemeinschaft. Das außergewöhnliche „Häs“ wurde vom Künstler Otto Lohmüller entworfen und besteht aus über 5000 Strohhalmen. Zum 11-jährigen Zunftjubiläum schuf man dann die Figuren „Schierewächter“ und „Unkrut“.

#### Bermersbacher Gastgeber
Die Bermersbacher Gastgeber sind ein Zusammenschluss von 17 Gasthäusern, Ferienwohnungen und Gasthöfen aus Bermersbach und den Ortsteilen Strohbach und Fußbach, der eine Interessensvertretung der Vermieter des Dorfes ist. Gegründet wurde dieser 1968 unter dem Namen Fremdenverkehrsverein Bermersbach-Strohbach-Fußbach. 2016 folgte dann die Umbenennung in Bermersbacher Gastgeber. Heute hat der Verein knapp 40 Mitglieder, von denen aber nicht jeder Vermieter ist.

#### Bermersbacher Förderverein
Im April 2018 wurde der Förderverein gegründet. In diesem Verein kann sich jeder einbringen, der in den Ortsteilen etwas bewegen möchte. Ein Ziel des Vereins ist es, historische Schätze zu pflegen. Die erste Maßnahme war die Sanierung der Kapelle in Strohbach. Seit 2017 führt der Verein jährlich den Martinsumzug durch, der Ort des Umzugs wechselt dabei jährlich innerhalb der Ortsteile. Ebenfalls seit 2017 findet jährlich im Advent ein Adventskaffee in der Fußbacher Halle statt. In den letzten Jahren pflanzte der Förderverein mehrere tausend Narzissen in den Ortsteilen. 2019 veröffentlichte und verkaufte man erstmals einen eigenen Tischkalender, welcher mit der Hilfe von Otto Lohmüller gestaltet wurde. Im Oktober 2023 eröffnete der Förderverein die „Bildstöcklewege“, welche durch die Vier-Tälergemeinde führen.

#### Trachtenkapelle Fußbach
Bereits in den Jahren 1879 und 1884 gab es in Fußbach eine „Dorfmusik“, nach mündlichen Überlieferungen sogar schon 1870. Nach dem Zweiten Weltkrieg gründete die Musikkapelle sich neu und stellte sich im Mai 1951 der Öffentlichkeit vor. Der Trachtenkapelle geht es vor allem um den Erhalt, der Pflege und der Förderung der Blasmusik. Im Jahr 2000, zum 100. Jubiläum, verlieh das Bundespräsidialamt der Musikkapelle die „Pro-Musica-Plakette“, welche vom Regierungspräsidium Freiburg überreicht wurde.

#### Freiwillige Feuerwehr Bermersbach
1894 wurde die Freiwillige Feuerwehr Bermersbach gegründet, bestand zunächst nur aus Mitgliedern aus Fußbach und sollte hauptsächlich für den Brandschutz im Kreispflegeheim zuständig sein. Seit der Eingemeindung von Bermersbach nach Gengenbach 1975 ist die Freiwillige Feuerwehr Bermersbach eine der vier Abteilungen der Freiwilligen Feuerwehr Gengenbach. Im November 2018 erhielt die Feuerwehr ein neues mittleres Löschfahrzeug. Die Feuerwache der Freiwilligen Feuerwehr Bermersbach liegt im Fußbachtal.

### Regelmäßige Veranstaltungen
Die Vereine der Gemeinde gestalten über das Jahr hinweg vielseitige Veranstaltungen wie z. B.:
- Dorffest
- Mehrere Veranstaltungen an der Fasend
- Grilffeste
- Maiandacht
- Musikfest
- Frühjahrskonzert

## Wirtschaft und Infrastruktur

### Verkehr
Bermersbach liegt unmittelbar neben der Bundesstraße 33. Durch Bermersbach, Wingerbach, Fußbach und Strohbach fahren Schulbusse an das Schulzentrum in Gengenbach und zusätzlich fahren durch Strohbach und Fußbach Linienbusse von Südwestbus.

### Bildung
Im Ortsteil Strohbach gibt es eine Grundschule. Alle weiterführenden Schulen stehen in Gengenbach oder der nahe gelegenen Kreisstadt Offenburg zur Verfügung.

### Internet
Im August 2024 sollen alle Häuser im Tal Bermersbach und in Fußbach an das Breitband angeschlossen sein. Danach soll die Vodafone das Netz betreiben.

## Persönlichkeiten

### Ehrenbürger von Bermersbach
- Franz Malzacher (1855–1929); Hauptlehrer in Fußbach, am 2. Mai 1922 zum Ehrenbürger ernannt
- Karl Herbst (1856–1923); Hauptlehrer in Strohbach, am 2. Mai 1922 zum Ehrenbürger ernannt
- Franz Hasselbacher (1932–1949), Oberlehrer in Fußbach

### Söhne und Töchter der Ortschaft
- Hans Meyger vom Fußbacher Freihof, ehemaliger Gengenbacher Schultheiße
- Joh. Pleyer von und zu Ramstein, ehemaliger Gengenbacher Schultheiße
- Josef Bischler († 2012), 1971–1994 Bermersbacher Gemeinde- und Ortschaftsrat, 1975–1989 Gengenbacher Gemeinderat
- Manfred Armbruster, Ortsvorsteher, Träger des Verdienstabzeichen des Gemeindetages in Gold[30]
- Franz Braun, Ortschaftsrat, Träger der Ehrennadel des Gemeindetages[30]
- Markus Schilli, Ortschaftsrat und Gengenbacher Gemeinderat, Träger des Verdienstabzeichen des Gemeindetages in Gold[30]